# Ashley Rickards
Ashley Nicole Rickards (Sarasota, Florida, 4 mei 1992) is een Amerikaans actrice. Ze heeft verschillende uiteenlopende rollen vertolkt maar is vooral bekend geworden met haar rol als Jenna Hamilton in de MTV-reeks Awkward.

## Filmografie

### Film
| Jaar | Titel               | Rol             | Opmerking      |
| ---- | ------------------- | --------------- | -------------- |
| 2006 | Web Journal Now     | Janet           | Korte film     |
| 2007 | Spoonfed            | Bridgette       | Korte film     |
| 2007 | American Family     | Julia Bogner    |                |
| 2009 | Gamer               | 2katchapredator |                |
| 2010 | Fly Away            | Mandy           |                |
| 2012 | Struck by Lightning | Vikki Jordan    |                |
| 2012 | Sassy Pants         | Bethanny Pruitt |                |
| 2014 | Behaving Badly      | Kristen stevens |                |
| 2014 | At the Devil's Door | Hannah White    |                |
| 2014 | A Haunted House 2   | Betty           |                |
| 2017 | The Outcasts        | Virginia        | aka Cool Girls |
| 2020 | Smiley Face Killers | Alana           |                |

### Televisie
| Jaar | Titel                               | Rol                              | Opmerking                   |
| ---- | ----------------------------------- | -------------------------------- | --------------------------- |
| 2006 | Distant Roads                       | Dochter                          | 9 afleveringen (2006-2007)  |
| 2007 | CSI: NY                             | De jonge Lindsay Monroe          | 1 aflevering                |
| 2007 | Ugly Betty                          | Sharra                           | 2 afleveringen              |
| 2007 | Zoey 101                            | Molly Talbertsen                 | 1 aflevering                |
| 2008 | Entourage                           | Candice                          | 1 aflevering                |
| 2008 | One Tree Hill                       | Sam Walker                       | 22 afleveringen (2008-2009) |
| 2009 | How to Save a Life                  | Meisje dat moeder heeft verloren | muziekvideo                 |
| 2010 | Outlaw                              | Tracy                            | 1 aflevering                |
| 2011 | Awkward                             | Jenna Hamilton                   | vaste rol, 44 afleveringen  |
| 2011 | American Horror Story: Murder House | Chloe                            | 2 afleveringen              |

- Biblioteca Nacional de España: XX5334347
- Bibliothèque nationale de France: cb167765385 (data)
- Gemeinsame Normdatei: 1337108219
- International Standard Name Identifier: 0000 0001 1974 8797
- Library of Congress Control Number: no2011076908
- Virtual International Authority File: 170709933
- WorldCat: E39PBJxcWbbGfhRvM9xgyM3PcP